# Leonardo Bonucci
Leonardo Bonucci (Viterbo, 1. svibnja 1987.) bivši je talijanski nogometaš koji je igrao na poziciji stopera. 
Od 2010. Bonucci je nastupao za talijansku reprezentaciju. 
Talijanski nogometni izbornik objavio je u svibnju 2016. popis igraća za Europsko prvenstvo u Francuskoj, na kojem se nalazio Bonucci.

## Vanjske poveznice
- Profil na Transfermarktu
- Profil na Soccerwayu
- Profil na OneVersusOneu  Arhivirana inačica izvorne stranice od 11. veljače 2021. (Wayback Machine)